# إيرنست فريتز شوماخر
كان إيرنست فريدريش شوماخر (من مواليد 16 أغسطس من عام 1911 وتوفي في 4 سبتمبر من عام 1977) خبيرًا إحصائيًا وعالم اقتصادٍ ألماني بريطاني، اشتهر بمقترحاته المتعلقة بالتقنيات الملائمة للإدارة اللامركزية المبنية على أساس المقياس البشري. شغل شوماخر منصب كبير المستشارين الاقتصاديين في مجلس الفحم الوطني البريطاني في الفترة ما بين عامي 1950 و1970، وأسس عام 1966، مجموعة تطوير التكنولوجيا الوسيطة (التي تعرف اليوم باسم «الإجراء العملي»).
في عام 1995، صنّف الملحقُ الأدبي لجريدة التايمز كتابَ شوماخر الذي حمل عنوان «الصغير جميل: دراسة في الاقتصاد المعني بالناس» كواحد من أكثر 100 كتاب تأثيرًا منذ الحرب العالمية الثانية. نشر شوماخر في عام 1977 كتاب «دليل الحائرين» الذي كان بمثابة نقدٍ للعلموية المادية واستكشافٍ لطبيعة المعرفة وتنظيمها. 

## بداية حياته
وُلد شوماخر في مدينة بون الألمانية عام 1911. كان والده أستاذًا في الاقتصاد السياسي. درس شوماخر خلال سنوات شبابه الأولى في مدينتي بون وبرلين، ثم انتقل في عام 1930 إلى إنجلترا بعد حصوله على منحة رودس للدراسة في كلية نيو كوليج في جامعة أكسفورد، وانتقل فيما بعد للدراسة في جامعة كولومبيا في مدينة نيويورك وحصل منها على الدبلوم في الاقتصاد. عمل شوماخر بعدها في مجالات الصحافة والزراعة والأعمال. تزوجت شقيقة فريدريش «إليزابيث» من الفيزيائي الألماني فيرنر هايزنبيرغ.

## عالم الاقتصاد

### التلمذة على يد كينيز
عاد شوماخر قبل الحرب العالمية الثانية إلى إنجلترا، إذ كان رافضًا لفكرة العيش تحت سلطة النازيين. احتُجز شوماخر لفترة من الزمان خلال الحرب العالمية الثانية في مزرعة إنجليزية معزولة لاعتباره «عدوًا أجنبيًا». لفت شوماخر، خلال الفترة التي قضاها مُحتجزًا في المزرعة، انتباه عالم الاقتصاد جون مينارد كينز بعد كتابته لبحث «المقاصة متعددة الأطراف» الذي ألفه في فترات استراحته التي تخللت عمله في حقول معسكر الاعتقال. لاخظ كينز ذكاء الشاب الألماني وقدراته، وتمكن من إطلاق سراحه وتحريره من معسكر الاعتقال. ساعد شوماخر الحكومة البريطانية في التعبئة الاقتصادية والمالية خلال الحرب العالمية الثانية. تمكّن كينز من تعيين شوماخر في جامعة أكسفورد. تسبب نشر شوماخر لورقة «المقاصة متعددة الأطراف» البحثية في ربيع عام 1943 في جريدة إيكونوميكا الدورية الأكاديمية، وفقًا لنعي ليوبولد كوهر لشوماخر، بإحراج كينيز الذي قام بدمج نصها بشكل شبه حرفي في كتابه الشهير «خطة لبناء اتحاد دولي لغرف المقاصة»، الذي أصدرته الحكومة البريطانية بعد عدة أسابيع كورقة بيضاء، بدلًا من العمل على نشرها بشكل منفصل. 

### عمله كمستشار لمجلس الفحم
عمل شوماخر، بعد انتهاء الحرب، كمستشارٍ اقتصادي، وعمل لاحقًا ككبير الأحصائيين في لجنة المراقبة البريطانية التي كُلفت بإعادة بناء الاقتصاد الألماني. شغل شوماخر منصب كبير المستشارين الاقتصاديين في المجلس الوطني للفحم –الذي كان واحدًا من أكبر التجمعات في العالم، وعمل فيه 800 ألف موظف– في الفترة بين عامي 1950 و1970. قال شوماخر، أثناء فترة شغله لهذا المنصب، بأنه من الواجب استخدام الفحم –وليس النفط– لتوفير احتياجات الطاقة لسكان العالم. كان شوماخر ينظر إلى النفط على أنه مورد محدود وذو سعر باهظ، ومن الممكن أن ينضب في وقت قريب، ونوّه أيضًا إلى حقيقة أن «أكثر المناطق غنىً بالاحتياطات النفطية تقع في أقل دول العالم استقرارًا».
ذكر العديد من الأشخاص الذين قدموا شوماخر، أو تحدثوا عن أفكاره، عمله في هذا المنصب. من المُعتقد، بشكل عام، بأن تخطيط إيرنست شوماخر بَعيد النظر قد ساهم في انتعاش الاقتصاد البريطاني في فترة ما بعد الحرب. توقع شوماخر ظهور منظمة الدول المصدرة للنفط (أوبك)، وتوقّع أيضًا ظهور العديد من مشاكل الطاقة النووية. 

## روابط خارجية
- إيرنست فريتز شوماخر على موقع IMDb (الإنجليزية)
- إيرنست فريتز شوماخر على موقع الموسوعة البريطانية (الإنجليزية)